# Victor Tubbax
Victor Tubbax (* 11. Februar 1882 in Deurne; † 24. Oktober 1974 in 's Gravenwezel) war ein belgischer Bahnradsportler.
Zweimal – 1906 und 1907 – wurde Victor Tubbax Vize-Weltmeister im Steherrennen der Amateure. In denselben Jahren wurde er jeweils belgischer Meister in dieser Disziplin.
Nach seinem Rücktritt vom Radsport eröffnete Victor Tubbax mit seinem Bruder die Gaststätte De Zwarte Leeuw, die ein Treffpunkt für Radsportler war und heute noch als Taverne Tubbax in Deurne besteht.